# Aromobates mayorgai
Aromobates mayorgai är en groddjursart som först beskrevs av Juan A. Rivero 1980.  Aromobates mayorgai ingår i släktet Aromobates och familjen Aromobatidae. IUCN kategoriserar arten globalt som starkt hotad. Inga underarter finns listade i Catalogue of Life.